# Kasper Järnefelt
Kasper Järnefelt (Sint Petersburg, 13 juni 1859 – Mäntsälä 11 december 1941) was een Fins filmrecensent, promotor van literatuur, overheidsvertaler/docent Russisch en kunstschilder. Hij was als vertaler belangrijk gezien de ontwikkelingen tussen Finland en Rusland gedurende de laatste decennia van de 19e eeuw. Hij werkte samen met schrijver Juhani Aho.
Kasper Järnefelt werd geboren in het gezin van August Aleksander Järnefelt en zijn vrouw Elisbeth Järnefelt. Hij was de oudste van negen kinderen met verder Arvid, Eero, Elida, Ellen, Armas, Aino (mevrouw Sibelius), Hilja en Sigrid. Kasper huwde in 1889 met Emma Maria Ahonen (22 oktober 1866-10 februari 1905); het gezin kreeg drie kinderen Aino, Ivar en George.
Hij studeerde kunst aan de Finse Kunstacademie en aan de universiteit, maar maakte die studie nooit af. Hij heeft wel schilderijen opgeleverd (in klein formaat), maar die werden nauwelijks tentoongesteld. Hij wilde daarin echter niet verder. In tegenstelling tot carrièremakers Arvid, Eero en Armas bleef hij het liefst op de achtergrond.
Järnefelt vertaalde werken van Nikolaj Gogol en Leo Tolstoj. Hij vertaalde niet alleen vanuit het Russisch, maar ook uit het Frans en Noors. Hij was gespecialiseerd in werken van Henrik Ibsen. Befaamd is zijn vertaling van De romance van Leonardo da Vinci van  Dmitri Merezjkovski. Járnefelt vermeed in zijn vertalingen de Finse neoromantiek en symboliek. Hij probeerde hij eenvoudig te houden. Hij kreeg een goede verstandhouding sommige schrijver vroegen advies. Zo werkte hij samen met bijvoorbeeld de eerdergenoemde Juhani Aho, Minna Canth, zijn broer Arvid en Heikki Kauppinen. Er had zich rondom hem een en zijn moeder een literaire groep gevormd.  
De bescheiden manier van leven was zichtbaar in zijn dagelijks leven. Hij was leraar aan het lyceum van Kuopio, was al in 1905 weduwe en trok in bij zijn moeder. Na haar dood in 1929 bracht hij zijn verdere leven door bij zijn dochter Aino.